# Φなる・あぷろーち/光風
「Φなる・あぷろーち」は、yozuca*の4作目のシングル。2004年10月6日にLantisから発売された。

## 概要
前作「going my way」から2ヶ月半ぶりのリリースとなる2004年2作目のシングル。表題曲はPlayStation 2ゲーム『Φなる・あぷろーち』オープニングテーマ、橋本みゆきが歌うカップリング曲「光風」は同ゲームのエンディングテーマとしてそれぞれ使用された。
CDジャケットには、益田西守歌、水原明鐘が描かれている。

## 収録曲
（全作詞：三浦洋晃、作曲：原田勝通、編曲：Angel Note）
1. Φなる・あぷろーち
歌：yozuca*
  - PlayStation 2ゲーム『Φなる・あぷろーち』オープニングテーマ
2. 光風
歌：橋本みゆき
  - PlayStation 2ゲーム『Φなる・あぷろーち』エンディングテーマ
3. φなる・あぷろーち（off vocal）
4. 光風（off vocal）

## 収録アルバム
- Secret masterpieces（#2）